# Unteres Schondratal
Das Naturschutzgebiet Unteres Schondratal liegt auf dem Gebiet der unterfränkischen Landkreise Bad Kissingen und Main-Spessart nordwestlich, westlich und südwestlich von Dittlofsroda, einem Ortsteil der Gemeinde Wartmannsroth. 
Es erstreckt sich entlang der Schondra zwischen Heiligkreuz, einem Ortsteil der Gemeinde Wartmannsroth, im Norden und dem Kernort Gräfendorf im Süden. Südlich des Gebietes verläuft die St 2302 und fließt die Fränkische Saale.

## Bedeutung
Das 179,27 ha große Gebiet mit der Nr. NSG-00195.01 wurde im Jahr 1983 unter Naturschutz gestellt.